# Virgin Orbit
Virgin Orbit fue una empresa perteneciente a Virgin Group que planeaba proporcionar servicios de lanzamiento de satélites pequeños. La compañía se formó en 2017 para desarrollar el cohete LauncherOne lanzado desde el aire, por Cosmic Girl, que había sido anteriormente un proyecto de Virgin Galactic. Con sede en Long Beach, en el estado de California, tiene más de 300 empleados dirigidos por el presidente Dan Hart, ex vicepresidente de sistemas de satélites gubernamentales de Boeing.
Virgin Orbit se centra en el lanzamiento de pequeños satélites, que fue una de las tres capacidades en las que se centró virgin galactic. Estas capacidades son: operaciones de vuelos espaciales tripulados, lanzamiento de pequeños satélites y diseño, fabricación y pruebas aereoespaciales avanzadas, la empresa se ha declarado en bancarrota, acogiéndose al Capítulo 11 de la Ley de Quiebras de Estados Unidos, y será puesta en venta, anunció la empresa el 4 de abril de 2023.

## Vehículos

### LauncherOne
Vehículo de lanzamiento orbital de dos etapas, comenzado a desarrollar en 2007. Es un cohete de lanzamiento aéreo a órbita, es decir, se lanza desde un avión convencional. El primer intento de vuelo orbital fue completado el 25 de mayo de 2020, pero no pudo alcanzar el espacio debido a una anomalía que ocurrió poco después del lanzamiento desde el avión Cosmic Girl, sobre el Océano Pacífico.

### Cosmic Girl
Es un avión Boeing 747-400, fue ensamblado en 2001 en la Fábrica Boeing de Everett y comprado por Virgin Galactic en 2015. Actualmente tiene su base en el Aeropuerto de Long Beach.

## VOX Space
VOX Space es una subsidiaria de Virgin Orbit que se creó a principios de la década de 2020. La compañía planea suministrar servicios de lanzamiento para el ejército de los Estados Unidos. La compañía tiene la intención de utilizar el vehículo de lanzamiento LauncherOne.

## Otros proyectos
En respuesta a la pandemia de COVID-19, a principios de 2020, Virgin Orbit anunció que era socio de una nueva empresa para producir ventiladores mecánicos "de puente" para pacientes parcialmente recuperados y paciente que no están en cuidados intensivos, para abordar la crítica escasez global de ventiladores mecánicos durante la pandemia.

## Operación desde Brasil
En abril de 2021 la Agencia Espacial Brasileña divulgado la empresa entre las seleccionadas para operar lanzamientos orbitales desde el Centro de Lanzamiento de Alcantara en Brasil.

## Personal
En octubre de 2019, Virgin Orbit anunció que Matthew Stannard se uniría como piloto con un contrato de tres años. Stannard había servido anteriormente en la Real Fuerza Aérea británica como piloto de prueba y evaluación, especialmente en aviones Typhoon.